# Saxparty 14
Saxparty 14 är ett studioalbum från 1987 av det svenska dansbandet Ingmar Nordströms på skivmärket Frituna. Albumet placerade sig som högst på 16:e plats på den svenska albumlistan.
För albumet fick bandet även en Grammis i kategorin "Årets dansband". 

## Låtlista
1. Dansa dansa
2. Makt och rikedom (Chateauvallon)
3. Dance in the old Fashioned Way
4. See You Later, Alligator (svenskspråkig version)
5. Yesterday
6. Hälften så här (Half As Much)
7. Hon är så fin (Reet Petite)
8. Min sommardröm
9. Lördanspiing
10. En dröm blev sann
11. Då tar jag dig i mina armar
12. Tara's Theme
13. Jorden runt på 80 da'r (Half a Boy & Half a Man)
14. När du Längtar (Paraplyerna i Cherburg)

## Listplaceringar
| Lista (1987) | Topplacering |
| ------------ | ------------ |
| Sverige      | 16           |

### Fotnoter
1. ↑  ”Grammis”. Arkiverad från originalet den 17 mars 2012. https://web.archive.org/web/20120317055524/http://www.ifpi.se/wp/wp-content/uploads/100428-lc-vinnare-genom-%C3%A5ren.pdf. Läst 1 maj 2011.
2. ↑  Listplacering